# Denaturacija
Denaturacija je biokemijski proces, med katerim beljakovine ali nukleinske kisline izgubijo svojo sekundarno, terciarno in kvartarno strukturo, ki skupaj predstavljajo njihovo nativno konformacijo, zaradi različnih razlogov, kot so na primer stresne situacije, dodatek močne baze ali kisline, dodatek koncentrirane anorganske soli, organskega topila (npr. alkohola ali kloroforma) ali dovajanja toplote. Če denaturirajo beljakovine v živi celici, celica izgubi svojo aktivnost, kar pogosto vodi v celično smrt. Denaturiranim beljakovinam se pogosto spremenijo lastnosti, kot na primer izguba topnosti, začetek agregacije.

## Denaturacija nukleinskih kislin
Denaturacija nukleinskih kislin, na primer denaturacija DNK zaradi visoke temperature, je razpad dvojne vijačnice v enojno vijačnico, kar se zgodi po razpadu vodikovih vezi med vijačnicama. To se lahko zgodi pri verižni reakciji s polimerazo. Vijačnici se zopet združita, ko se ponovno vzpostavijo "normalni" pogoji in se dušikove baze, ki so del nukleotida, spet komplementarno povežejo z vodikovimi vezmi.

## Denaturanti

### Kisline
Kislinski proteinski denaturanti so na primer:
- ocetna kislina[1]
- triklorocetna kislina (12-% v vodi)
- sulfosalicilna kislina

### Topila
Večina organskih topil povzroča denaturacijo, med drugim tudi:
- etanol
- metanol

### Zamreževalni reagenti
Zamreževalni reagenti za proteine:
- formaldehid
- glutaraldehid

### Kaotropne snovi
Kaotropne snovi vključujejo:
- sečnino 6–8 mol/l
- gvanidinijev klorid 6 mol/l
- litijev perklorat 4,5 mol/l

### Reducenti disulfidnih vezi
Reagenti, ki povzročijo razpad disulfidne vezi z redukcijo so:
- 2-merkaptoetanol
- ditiotreitol
- TCEP (tris (2-karboksietil) fosfin)

### Drugi
- pikrinska kislina
- temperatura [2]